# 勞拉·肯尼
肯尼爵士夫人劳拉·丽贝卡·肯尼女爵士，DBE（英語：Dame Laura Rebecca Kenny, Lady Kenny，1992年4月24日—），娘家姓特罗特（Trott），出生於埃塞克斯郡哈洛，英国女子單車運動員，曾獲得多座世錦賽團體追逐賽冠軍，又在奧林匹克運動會中贏得四面金牌。

## 簡歷
2013年，肯尼在白俄羅斯明斯克舉行的世界場地單車錦標賽中，贏得了團體追逐賽冠軍和個人全能賽亞軍。
劳拉·肯尼在英國2022新年榮譽中頒授大英帝國女爵級司令勳章（DBE），以表彰她「對自由車的貢獻」。她的丈夫傑森在同一份名單中被封為爵士，也是因為對自由車的貢獻。

## 榮譽

### 勳章
- 大英帝國爵級司令勳章：2022年

## 外部連結
- 官方网站（英文）